# Montsaunès
Montsaunès település Franciaországban, Haute-Garonne megyében. Lakosainak száma 455 fő (2022. január 1.). Montsaunès Figarol, Lestelle-de-Saint-Martory, Mane, Mazères-sur-Salat, Saint-Martory, Salies-du-Salat és Castillon-de-Saint-Martory községekkel határos.

## Népesség
A település népességének változása:
| Lakosok száma | 371  | 402  | 362  | 397  | 439  | 444  | 445  | 453  | 454  | 455  |
|               | 1968 | 1982 | 1990 | 2006 | 2013 | 2015 | 2017 | 2019 | 2020 | 2022 |